# アクア＝エリアス
アクア＝エリアス(Aqua-Arius)は、サークル「いちごしとろん」の運営する定期更新型オンラインゲーム。プレイバイウェブ形式で運営されるインターネットサイトである。通称は「アクア」。
2001年1月でオープンベータテストを終了し、2001年3月に有料化された。2020年8月15日を以ってサービスを終了した。
なお、2010年4月より、続編にあたるアクア＝エリアスII リインカーネーションのオープンベータテストが開始されている。

## 概要

### 新規参加
新規参加を希望するプレイヤーは、「新規登録」を行い、自分用の「アカウント」を取得し、取得したアカウント内で「キャラクター」を作成する。キャラクターは、アカウント1つにつき1人しか作成できないが、アカウントの有効期限内であれば、何度でも削除と再作成が可能である。なお、アカウントの有効期限は所定の手続きで延長することができる。
ちなみにオープンベータテスト時においては、新規登録で直接キャラクターを作成し、キャラクターそのものが無期限のアカウントであった。後述の「継続登録」を一定期間行わないことでキャラクターを削除することはできたが、その後あらためてキャラクターを作成するには再度の新規登録が必要（新規登録が停止されていれば再作成は不可能）となった。この機構は他の多くの無料の定期更新ゲームとも類似である。

### 結果の更新
毎週2回、水曜/土曜に「更新」が行われ、参加している全てのキャラクターが各々の予定に従って同時に行動し、その日の「結果」が完結する。各プレイヤーは結果の内容を確認し、次回の更新における自分の行動の予定（所持品を操作する、クエストに挑戦する…等等）を立てる。

### 行動の登録／設定
行動の予定が決定したら、各プレイヤーはそれを「継続登録」によってサーバに登録（送信）する。継続登録を行わない場合、更新が行われてもキャラクターは何も能動的な行動を取らない。
また、更新時の全体的な行動内容を決定する継続登録とは別に、クエスト挑戦時の詳細な行動パターンを決定するための「戦闘設定」を行うことができる。必須ではないが、クエストの攻略という目的のためには最も重要な要素の1つである。そのほかにも、類似の「登録」がいくつか存在する。
プレイヤーは、これらの登録を、更新が行われるにあたって登録受付が締め切られるまでに（必要なら）完了しなくてはならない。登録が正常に行われていれば、それは次回の更新時に結果に反映され、各プレイヤーはその結果を確認し、再度次回の予定を立てる。以後、ゲームを続けるかぎり、これを繰り返す。

### ストーリーの完結
アクア＝エリアスでは、挑戦できるクエストの多くが一連のストーリーを構成しており、定められた手順で各クエストを攻略し種々の条件を整えることで「最終クエスト」に挑戦することが可能となる。アクア＝エリアスのプレイヤーの目的は、第一義的にはこの最終クエストを攻略し、ストーリーを完結させる（ゲームをクリアする）ことである。ただし、ストーリーはあくまでも各クエストの構成によって表現されているものであり、アクア＝エリアスのゲームシステムに組み込まれている訳ではない。各プレイヤーは、必ずしもストーリーの完結を目指さなくともよい。また、最終クエストを攻略したあとも、そのキャラクターのアクア＝エリアス内での扱いが変更されるわけではない。プレイヤーは、該当キャラクターを削除して新しいキャラクターを作成し再度最終クエストを目指してもよいし、該当キャラクターをそのまま残して無限に成長させ続けてもよい。

## 特徴
当時、まだ一部のマニアのゲームとしての側面が強かった初期の定期更新ゲーム界において、恐らく初めてライトゲーマー向けに開発されたゲームである。デザイン面、システム面ともにプレイヤーのとっつきやすさ、遊びやすさを重視し、当時としては画期的な様々なシステムが導入された。このゲーム以降、定期更新ゲームの新規開発は著しく増加し、またアクア＝エリアスで試みられた要素はさまざまな形で後のゲームに大きな影響を与えた。

### 能力値、熟練度、クラス
アクア＝エリアスは、キャラクターの総合的な性能（強さ、特徴）は、「能力値」（ステイタス）を基本として、「熟練度」（スキル）および「クラス」によって表現されるスキル・クラス複合制を加えて表現される。しかし、これらの要素が独立してあるのではなく、互いに密接に影響しあっていることが、大きな特色となっている。
能力値は、キャラクターの基本的な性能を表し、レベルアップに従って成長してゆく。各能力値の最終的な数値は、キャラクター作成時に決定した基本方針に基づいて決定され、凡そレベル60までには成長しきる。一部の例外を除いて、後から能力値の配分を変更することはできないので、後のキャラクターの進路を考える上で、能力値の初期配分は比較的重要である。
熟練度は、キャラクターの習得している様々な技術を分野ごとにパーセント(%)単位で表したものである。キャラクターのゲーム中での性能は、この熟練度に大きな影響を受けるため、キャラクターをどのように成長させるかが、ゲーム攻略上の大きなポイントとなる。
熟練度は、キャラクター自身がレベルアップしたり、仲間のレベルアップに立ち会うことで上昇する。どの熟練度がどれだけ上昇するかは、キャラクター（や仲間）が現在就いているクラスによって様々である。つまり、ある熟練度を成長させたければ、特定のクラスに就く（か、特定のクラスに就いている仲間を持つ）必要がある。
その一方で、各クラスには能力値や熟練度による就職条件が定められている。また更に、各クラスは性能や特技がそれぞれ異なるため、クエストを攻略する上でのクラスの選択も、非常に重要な要素である。
すなわち、熟練度とクラスという2つの異なる要素が、互いに複雑に干渉しつつ、共にゲーム上で重要な位置を占めており、なおかつ、それらによって表現されるキャラクターの総合性能は、キャラクター作成時にあらかじめ決定した能力値配分の上で浮動する。このことによりプレイヤーは、非常に多くの選択肢の中から最適解を見付け出し、長期にわたるキャラクター育成計画を立案し、実際のゲーム攻略を通してその計画を実行していくというゲーム性を見出すことができると同時に、自分のプレイスタイル（あるいは、キャラクターのイメージ）に合った選択肢を任意に選べるという、ゲームプレイ上の自由度あるいはゲームを通じた自己（キャラクター）表現の手段をも得ることとなった。当時としては、これは画期的なシステムであった。

### クエストシステム
マップ上の拠点間を移動することで次回の更新での戦場を決定した当時の他の定期更新ゲームとは異なり、アクア＝エリアスにおいては、あらかじめ用意された種々の「クエスト」を選択するシステムが採用された。各クエストには固有のシナリオ、特定の戦術テーマに沿ったフィールド条件や出現モンスターが設定されていることが多く、ストーリー性や戦術要素の充実に繋がっている。またこれは、他キャラクターとのエンカウント要素を排除したものでもある（後述）。
なお、多くのクエストには、熟練度の1つである「盗術」による各キャラクターのサポート能力の高低や、クエスト攻略に必要なアイテムの所持をチェックするギミック（探索システム）がある。これらのチェックを十分に充足できれば「探索成功」となり、その状態でクエストをクリアすることで、クエストごとのシナリオが進行し、最終的には各クエストのボスに挑戦することが可能となる（具体的には、同じクエストを選択しても、シナリオが進行しているかどうかによって、実際の内容が異なってくる）。逆にチェックを充足できなければシナリオが進行しないだけでなく、より不利な条件で戦闘を行うことになる。この要素は平坦になりがちなゲーム進行に緊張感とギャンブル性をもたらした。また、クエストの中には1人のキャラクターでは通常持ちきれないほどのアイテムを要求するものもあり、パーティープレイ要素の充実にも一役買っている。

### その他
アクア＝エリアスでは、他のキャラクターとの対戦要素は重視されていない。行えないわけではないが、対戦モードにはゲーム上のリスクもリターンも存在せず、あくまでも余興としての位置づけである。逆に言えば、アクア＝エリアスは、他キャラクターの動向によってキャラクター間に優劣がつく、あるいはプレイヤーが望まぬリスクを負い、ゲーム上のデメリットを被ることを排除している。これは先述したゲーム進行の計画性と実現性に寄与するものであり、そのようなゲームを望むプレイヤーに歓迎され、また非予見性（ギャンブル性）や競争性を求めるプレイヤーには敬遠された。

## 用語
駄無（だむ、打無とも）
利用者の間から生まれた俗語で、他人任せにして自分は何もしない人物を指し、転じてやる気の無い感情を表す。なお「∈（・ω・）∋」は駄無という用語が持つ雰囲気をアスキーアート化したもの。提案や要望などの文章の末尾に付ける事によって、それらの提案・要望が「他人任せ」である事や、「自分では何もしない」つもりである事を示す。ちなみに現在、駄無のアスキーアートは2ちゃんねるの河川・ダム等板のマスコットキャラになっている。
駄夢（だむ）
上記の駄無から派生した言葉で、夢見がちで現実的でないことばかりをいう人物を指す。